# Joseph Kweku Essien
Joseph Francis Kweku Essien (* 25. November 1945 in Nkroful) ist ein ghanesischer Geistlicher und emeritierter römisch-katholischer Bischof von Wiawso.

## Leben
Joseph Kweku Essien besuchte von 1961 bis 1966 die Fijai Secondary School und von 1969 bis 1971 das St. Teresa's Minor Seminary in Amisano, Elmina. 1971 trat er in das St. Peter's Regional Seminary in Pedu, Cape Coast, ein und studierte Philosophie und Theologie. Am 10. Juli 1977 empfing er die Priesterweihe durch Joseph Amihere Essuah, Bischof von Sekondi-Takoradi. Nach Tätigkeiten als Seelsorger studierte er 1981/82 an der Militärakademie von Ghana. Von 1982 bis 1999 diente er als Kaplan in den ghanaischen Streitkräften in Friedensmissionen im Südlibanon und Liberia.
Papst Johannes Paul II. ernannte ihn am 22. Dezember 1999 zum Bischof von Wiawso. Die Bischofsweihe spendete ihm der Erzbischof von Cape Coast, Peter Kardinal Turkson, am 25. März 2000; Mitkonsekratoren waren Dominic Kodwo Andoh, Erzbischof von Accra, und André Dupuy, Apostolischer Nuntius in Ghana.
Papst Franziskus nahm am 26. Januar 2023 sein altersbedingtes Rücktrittsgesuch an.